# Campeonato Europeo de Baloncesto Femenino Sub-16 de 2017
El Campeonato Europeo de Baloncesto Femenino Sub-16 de 2017 fue la 29ª edición del Campeonato Europeo de Baloncesto Femenino Sub-16. La competición tuvo lugar en la ciudad de Bourges de Francia del 4 al 12 de agosto de 2017 y entregó cinco plazas al Campeonato Mundial de Baloncesto Femenino Sub-17 de 2018.

## Sedes
| Bourges                       | Bourges                     | BourgesBourges, sede del Campeonato Europeo de Baloncesto Femenino Sub-16 de 2017. |
| Palais des sports du Prado    | CREPS                       | BourgesBourges, sede del Campeonato Europeo de Baloncesto Femenino Sub-16 de 2017. |
| Capacidad: 5.000 espectadores | Capacidad: 200 espectadores | BourgesBourges, sede del Campeonato Europeo de Baloncesto Femenino Sub-16 de 2017. |
|                               |                             | BourgesBourges, sede del Campeonato Europeo de Baloncesto Femenino Sub-16 de 2017. |

## Equipos participantes
- Bielorrusia
- Croacia
- República Checa
- Francia
- Alemania
- Hungría
- Italia
- Letonia
- Lituania
- Países Bajos (3º)
- Polonia (1º)
- Rumania (2º)
- Rusia
- Serbia
- España
- Turquía

## Árbitros
Los árbitros elegidos para dirigir los encuentros fueron:
- Samira Barrima
- David Berekashvili
- Jonas Billie
- Anna Cardús
- Sarah Carey
- Elena Chernova
- Csaba Cziffra
- Antonis Demetriou
- Aytuğ Ekti
- Alin Faur
- Yury Ihnatsyeu
- Milosav Kaluđerović
- Juris Kokainis
- Ivan Miličević
- Alexandru Olaru
- Michał Proc
- Yohan Rosso
- Jelena Smiljanić
- Sonia Teixeira
- Jelena Tomić
- Bert van Slooten
- Mindaugas Vecerskis
- Özlem Yalman
- Kate Webb

## Fase de grupos
En esta ronda, los 16 equipos están agrupados en cuatro grupos de cuatro equipos cada uno. Todos los equipos avanzan a la Fase Final.

### Grupo A
|   | Equipo   | Pts | PG | PP | PF  | PC  | Dif |
| - | -------- | --- | -- | -- | --- | --- | --- |
| 1 | España   | 6   | 3  | 0  | 202 | 139 | 63  |
| 2 | Rusia    | 5   | 2  | 1  | 213 | 159 | 54  |
| 3 | Polonia  | 4   | 1  | 2  | 171 | 190 | −19 |
| 4 | Lituania | 3   | 0  | 3  | 159 | 257 | −98 |

#### Partidos
| 4 de agosto de 2017, 14:00 | Lituania                                                        | 36–85                | España                                                |                                                                                            |  |
|                            | Parciales: 15–27, 6–19, 6–19, 9–20                              |                      |                                                       |                                                                                            |  |
|                            | Estadísticas D. Jankauskaite 10 S. Visockaite 9 B. Sinickaite 3 | Reporte Pts Reb Asts | Estadísticas 18 M. García 7 R. Carrera 6 Z. Hernández | Pabellón: Palais des Sports du Prado, Bourges Árbitros: Yohan Rosso Alin Faur Özlem Yalman |  |

| 4 de agosto de 2017, 16:15 | Polonia                                         | 44–65                | Rusia                                                              | |  |
|                            | Parciales: 14–13, 11–25, 10–8, 9–19             |                      |                                                                    | |  |
|                            | Estadísticas N. Kurach 11 N. Kurach 8 W. Hipp 4 | Reporte Pts Reb Asts | Estadísticas 17 V. Pavliuchenko 15 V. Pavliuchenko 5 A. Kuznetsova | Pabellón: Palais des Sports du Prado, Bourges Árbitros: Antonis Demetriou Milosav Kaluđerović Alexandru Olaru |  |

| 5 de agosto de 2017, 14:00 | España                                            | 60–59                | Polonia                                        |                                                                             |  |
|                            | Parciales: 17–14, 16–19, 13–11, 14–15             |                      |                                                |                                                                             |  |
|                            | Estadísticas M. García 18 R. Carrera 8 H. Pueyo 8 | Reporte Pts Reb Asts | Estadísticas 21 W. Hipp 15 N. Kurach 4 W. Hipp | Pabellón: Creps, Bourges Árbitros: Jelena Tomić Aytuğ Ekti Bert van Slooten |  |

| 5 de agosto de 2017, 20:45 | Rusia                                                     | 104–54               | Lituania                                                      |                                                                                  |  |
|                            | Parciales: 23–23, 21–15, 31–9, 29–11                      |                      |                                                               |                                                                                  |  |
|                            | Estadísticas A. Kuznetsova 20 A. Kuznetsova 8 A. Bobrik 8 | Reporte Pts Reb Asts | Estadísticas 11 S. Visockaite 7 S. Visockaite 3 B. Sinickaite | Pabellón: Creps, Bourges Árbitros: Juris Kokainis Csaba Cziffra Jelena Smiljanić |  |

| 6 de agosto de 2017, 20:45 | Polonia                                              | 68–65                | Lituania                                                       |                                                                             |  |
|                            | Parciales: 19–16, 14–19, 17–16, 18–14                |                      |                                                                |                                                                             |  |
|                            | Estadísticas W. Hipp 20 M. Kowalska 9 W. Kuczynska 5 | Reporte Pts Reb Asts | Estadísticas 19 B. Sinickaite 15 S. Visockaite 5 G. Savostaite | Pabellón: Creps, Bourges Árbitros: Sonia Teixeira Alin Faur Alexandru Olaru |  |

| 6 de agosto de 2017, 20:45 | España                                              | 57–44                | Rusia                                                   |                                                                                                 |  |
|                            | Parciales: 17–6, 10–16, 20–9, 10–13                 |                      |                                                         |                                                                                                 |  |
|                            | Estadísticas R. Carrera 17 R. Carrera 14 H. Pueyo 5 | Reporte Pts Reb Asts | Estadísticas 10 V. Pavliuchenko 8 A. Rybina 3 A. Bobrik | Pabellón: Palais des Sports du Prado, Bourges Árbitros: Yohan Rosso Juris Kokainis Özlem Yalman |  |

### Grupo B
|   | Equipo          | Pts | PG | PP | PF  | PC  | Dif |
| - | --------------- | --- | -- | -- | --- | --- | --- |
| 1 | Alemania        | 6   | 3  | 0  | 225 | 140 | 85  |
| 2 | República Checa | 4   | 1  | 2  | 181 | 186 | −5  |
| 3 | Croacia         | 4   | 1  | 2  | 169 | 205 | −36 |
| 4 | Países Bajos    | 4   | 1  | 2  | 149 | 193 | −44 |

#### Partidos
| 4 de agosto de 2017, 14:00 | Países Bajos                                                    | 54–79                | Alemania                                                |                                                                          |  |
|                            | Parciales: 14–17, 16–25, 16–17, 8–20                            |                      |                                                         |                                                                          |  |
|                            | Estadísticas C. Van La Parra 13 M. Huijbens 6 C. Van La Parra 3 | Reporte Pts Reb Asts | Estadísticas 15 N. Rosemeyer 9 S. Reichert 5 E. Bessoir | Pabellón: Creps, Bourges Árbitros: Sonia Teixeira Sarah Carey Aytuğ Ekti |  |

| 4 de agosto de 2017, 16:15 | Croacia                                       | 78–72                | República Checa                                             |                                                                              |  |
|                            | Parciales: 19–21, 20–11, 17–15, 22–25         |                      |                                                             |                                                                              |  |
|                            | Estadísticas N. Muhl 18 V. Curic 10 N. Muhl 7 | Reporte Pts Reb Asts | Estadísticas 13 T. Halatkova 11 C. Semgady 5 A. Ondrouskova | Pabellón: Creps, Bourges Árbitros: Anna Cardús Samira Barrima Yury Ihnatsyeu |  |

| 5 de agosto de 2017, 14:00 | Alemania                                                | 78–40                | Croacia                                       |                                                                                                 |  |
|                            | Parciales: 20–8, 21–19, 15–5, 22–8                      |                      |                                               |                                                                                                 |  |
|                            | Estadísticas M. Landwehr 14 E. Bessoir 9 N. Rosemeyer 6 | Reporte Pts Reb Asts | Estadísticas 8 T. Bilic 8 A. Mandic 2 N. Muhl | Pabellón: Palais des Sports du Prado, Bourges Árbitros: Alin Faur Mindaugas Vecerskis Kate Webb |  |

| 5 de agosto de 2017, 20:45 | República Checa                                     | 63–40                | Países Bajos                                            | |  |
|                            | Parciales: 15–12, 17–6, 19–13, 12–9                 |                      |                                                         | |  |
|                            | Estadísticas E. Halova 13 C. Semgady 8 C. Semgady 4 | Reporte Pts Reb Asts | Estadísticas 9 C. Van La Parra 6 J. Blagrove 2 S. Kopra | Pabellón: Palais des Sports du Prado, Bourges Árbitros: Ivan Miličević Milosav Kaluđerović Özlem Yalman |  |

| 6 de agosto de 2017, 16:15 | Países Bajos                                            | 55–51                | Croacia                                        |                                                                                  |  |
|                            | Parciales: 13–13, 11–16, 18–9, 13–13                    |                      |                                                |                                                                                  |  |
|                            | Estadísticas L. Sant 17 C. Van La Parra 7 J. Blagrove 3 | Reporte Pts Reb Asts | Estadísticas 15 N. Muhl 16 A. Mandic 9 N. Muhl | Pabellón: Creps, Bourges Árbitros: Antonis Demetriou Jonas Billie Yury Ihnatsyeu |  |

| 6 de agosto de 2017, 18:30 | República Checa                                             | 46–68                | Alemania                                             |                                                                         |  |
|                            | Parciales: 7–24, 11–11, 14–19, 14–14                        |                      |                                                      |                                                                         |  |
|                            | Estadísticas A. Ondrouskova 11 T. Halatkova 6 S. Fiserova 2 | Reporte Pts Reb Asts | Estadísticas 18 E. Bessoir 21 E. Bessoir 5 J. Forner | Pabellón: Creps, Bourges Árbitros: Anna Cardús Csaba Cziffra Aytuğ Ekti |  |

### Grupo C
|   | Equipo  | Pts | PG | PP | PF  | PC  | Dif  |
| - | ------- | --- | -- | -- | --- | --- | ---- |
| 1 | Hungría | 6   | 3  | 0  | 217 | 135 | 82   |
| 2 | Italia  | 5   | 2  | 1  | 205 | 140 | 65   |
| 3 | Serbia  | 4   | 1  | 2  | 179 | 189 | −10  |
| 4 | Rumania | 3   | 0  | 3  | 119 | 256 | −137 |

#### Partidos
| 4 de agosto de 2017, 18:30 | Rumania                                             | 40–87                | Hungría                                             |                                                                                   |  |
|                            | Parciales: 17–19, 10–19, 8–22, 5–27                 |                      |                                                     |                                                                                   |  |
|                            | Estadísticas D. Rusu 10 M. Martonos 6 M. Martonos 2 | Reporte Pts Reb Asts | Estadísticas 15 D. Szirony 6 R. Manyoky 5 B. Angyal | Pabellón: Creps, Bourges Árbitros: Juris Kokainis David Berekashvili Jelena Tomić |  |

| 4 de agosto de 2017, 20:45 | Serbia                                                       | 51–69                | Italia                                                | |  |
|                            | Parciales: 10–12, 10–17, 20–24, 11–16                        |                      |                                                       | |  |
|                            | Estadísticas M. Ristic 15 V. Stefanovic 10 N. Smailbegovic 4 | Reporte Pts Reb Asts | Estadísticas 13 A. Orsili 7 S. Pastrello 6 I. Panzera | Pabellón: Palais des Sports du Prado, Bourges Árbitros: Elena Chernova Michał Proc Bert van Slooten |  |

| 5 de agosto de 2017, 16:15 | Hungría                                          | 75–46                | Serbia                                               |                                                                              |  |
|                            | Parciales: 20–12, 26–7, 15–16, 14–11             |                      |                                                      |                                                                              |  |
|                            | Estadísticas R. Dombai 15 A. Varga 7 B. Angyal 4 | Reporte Pts Reb Asts | Estadísticas 10 M. Mitrovic 8 A. Muzevic 4 N. Deuric | Pabellón: Creps, Bourges Árbitros: Yohan Rosso Yury Ihnatsyeu Sonia Teixeira |  |

| 5 de agosto de 2017, 18:30 | Italia                                          | 87–34                | Rumania                                           |                                                                               |  |
|                            | Parciales: 23–7, 22–11, 23–8, 19–8              |                      |                                                   |                                                                               |  |
|                            | Estadísticas C. Gilli 13 C. Gilli 6 G. Natali 5 | Reporte Pts Reb Asts | Estadísticas 13 S. Catinean 7 L. Vaida 2 L. Vaida | Pabellón: Creps, Bourges Árbitros: Antonis Demetriou Jonas Billie Anna Cardús |  |

| 6 de agosto de 2017, 14:00 | Italia                                              | 49–55                | Hungría                                            | |  |
|                            | Parciales: 14–7, 10–14, 14–11, 11–23                |                      |                                                    | |  |
|                            | Estadísticas C. Gilli 9 M. Spinelli 12 I. Panzera 5 | Reporte Pts Reb Asts | Estadísticas 14 B. Angyal 10 A. Varga 5 R. Manyoky | Pabellón: Palais des Sports du Prado, Bourges Árbitros: Mindaugas Vecerskis Sarah Carey Michał Proc |  |

| 6 de agosto de 2017, 16:15 | Rumania                                            | 45–82                | Serbia                                                   | |  |
|                            | Parciales: 13–21, 12–22, 12–20, 8–19               |                      |                                                          | |  |
|                            | Estadísticas A. Pop 13 M. Martonos 7 S. Catinean 4 | Reporte Pts Reb Asts | Estadísticas 15 N. Nedeljkov 16 V. Stefanovic 5 T. Corto | Pabellón: Palais des Sports du Prado, Bourges Árbitros: Jelena Tomić Samira Barrima David Berekashvili |  |

### Grupo D
|   | Equipo      | Pts | PG | PP | PF  | PC  | Dif |
| - | ----------- | --- | -- | -- | --- | --- | --- |
| 1 | Francia     | 6   | 3  | 0  | 213 | 122 | 91  |
| 2 | Letonia     | 5   | 2  | 1  | 184 | 174 | 10  |
| 3 | Turquía     | 4   | 1  | 2  | 181 | 201 | −20 |
| 4 | Bielorrusia | 3   | 0  | 3  | 136 | 217 | −81 |

#### Partidos
| 4 de agosto de 2017, 18:30 | Turquía                                        | 52–70                | Francia                                          | |  |
|                            | Parciales: 14–20, 16–20, 11–18, 11–12          |                      |                                                  | |  |
|                            | Estadísticas T. Corto 13 E. Bayram 7 D. Ozen 3 | Reporte Pts Reb Asts | Estadísticas 18 Z. Wadoux 8 I. Rupert 3 K. Chery | Pabellón: Palais des Sports du Prado, Bourges Árbitros: Mindaugas Vecerskis Jonas Billie Ivan Miličević |  |

| 4 de agosto de 2017, 20:45 | Bielorrusia                                                           | 52–67                | Letonia                                            |                                                                                                  |  |
|                            | Parciales: 6–18, 13–15, 27–11, 6–23                                   |                      |                                                    |                                                                                                  |  |
|                            | Estadísticas D. Siamiletnikava 13 A. Sinelshchykova 9 Y. Vasilevich 3 | Reporte Pts Reb Asts | Estadísticas 18 L. Meldere 9 F. Vinerte 4 J. Nulle | Pabellón: Palais des Sports du Prado, Bourges Árbitros: Jelena Smiljanić Csaba Cziffra Kate Webb |  |

| 5 de agosto de 2017, 16:15 | Letonia                                                | 72–54                | Turquía                                         |                                                                                                |  |
|                            | Parciales: 17–18, 11–14, 25–10, 19–12                  |                      |                                                 |                                                                                                |  |
|                            | Estadísticas L. Baltace 13 L. Meldere 18 P. Klescova 5 | Reporte Pts Reb Asts | Estadísticas 17 G. Fitik 11 E. Bayram 2 D. Ozen | Pabellón: Palais des Sports du Prado, Bourges Árbitros: Michał Proc Samira Barrima Sarah Carey |  |

| 5 de agosto de 2017, 18:30 | Francia                                               | 75–25                | Bielorrusia                                                | |  |
|                            | Parciales: 23–6, 18–3, 11–8, 23–8                     |                      |                                                            | |  |
|                            | Estadísticas Z. Wadoux 11 I. Rupert 12 A. Benedetti 3 | Reporte Pts Reb Asts | Estadísticas 8 I. Venskaya 6 I. Hryhoryeva 1 Y. Vasilevich | Pabellón: Palais des Sports du Prado, Bourges Árbitros: Elena Chernova David Berekashvili Alexandru Olaru |  |

| 6 de agosto de 2017, 14:00 | Bielorrusia                                                 | 59–75                | Turquía                                             |                                                                                          |  |
|                            | Parciales: 18–26, 13–14, 15–17, 13–18                       |                      |                                                     |                                                                                          |  |
|                            | Estadísticas Y. Vasilevich 14 Y. Vasilevich 7 A. Isayenka 4 | Reporte Pts Reb Asts | Estadísticas 19 E. Bayram 18 E. Bayram 3 D. Erdogan | Pabellón: Creps, Bourges Árbitros: Jelena Smiljanić Milosav Kaluđerović Bert van Slooten |  |

| 6 de agosto de 2017, 18:30 | Francia                                         | 68–45                | Letonia                                                |                                                                                                 |  |
|                            | Parciales: 22–16, 16–9, 23–7, 7–13              |                      |                                                        |                                                                                                 |  |
|                            | Estadísticas K. Chery 25 K. Chery 7 M. Pardon 4 | Reporte Pts Reb Asts | Estadísticas 9 R. Korenika 8 P. Klescova 3 P. Klescova | Pabellón: Palais des Sports du Prado, Bourges Árbitros: Elena Chernova Ivan Miličević Kate Webb |  |

## Fase final

### Cuadro final
|  | Octavos de final | Octavos de final |         |          | Cuartos de final | Cuartos de final |  |         | Semifinales  | Semifinales  |        |              | Final        | Final        |  |
|  | 8 de agosto      | 8 de agosto      |         |          | 9 de agosto      | 9 de agosto      |  |         | 11 de agosto | 11 de agosto |        |              | 12 de agosto | 12 de agosto |  |
|  |                  |                  |         |          |                  |                  |  |         |              |              |        |              |              |              |  |
|  |                  |                  |         |          |                  |                  |  |         |              |              |        |              |              |              |  |
|  | España           | 68               |         |          |                  |                  |  |         |              |              |        |              |              |              |  |
|  | España           | 68               |         |          |                  |                  |  |         |              |              |        |              |              |              |  |
|  | Países Bajos     | 30               |         |          |                  |                  |  |         |              |              |        |              |              |              |  |
|  | Países Bajos     | 30               |         | España   | 49               |                  |  |         |              |              |        |              |              |              |  |
|  |                  |                  |         | España   | 49               |                  |  |         |              |              |        |              |              |              |  |
|  |                  |                  | Italia  | 50       |                  |                  |  |         |              |              |        |              |              |              |  |
|  | Italia           | 70               | Italia  | 50       |                  |                  |  |         |              |              |        |              |              |              |  |
|  | Italia           | 70               |         |          |                  |                  |  |         |              |              |        |              |              |              |  |
|  | Turquía          | 66               |         |          |                  |                  |  |         |              |              |        |              |              |              |  |
|  | Turquía          | 66               |         |          |                  |                  |  | Italia  | 57           |              |        |              |              |              |  |
|  |                  |                  |         |          |                  |                  |  | Italia  | 57           |              |        |              |              |              |  |
|  |                  |                  | Francia | 74       |                  |                  |  |         |              |              |        |              |              |              |  |
|  | República Checa  | 50               | Francia | 74       |                  |                  |  |         |              |              |        |              |              |              |  |
|  | República Checa  | 50               |         |          |                  |                  |  |         |              |              |        |              |              |              |  |
|  | Polonia          | 57               |         |          |                  |                  |  |         |              |              |        |              |              |              |  |
|  | Polonia          | 57               |         | Polonia  | 42               |                  |  |         |              |              |        |              |              |              |  |
|  |                  |                  |         | Polonia  | 42               |                  |  |         |              |              |        |              |              |              |  |
|  |                  |                  | Francia | 76       |                  |                  |  |         |              |              |        |              |              |              |  |
|  | Francia          | 68               | Francia | 76       |                  |                  |  |         |              |              |        |              |              |              |  |
|  | Francia          | 68               |         |          |                  |                  |  |         |              |              |        |              |              |              |  |
|  | Rumania          | 25               |         |          |                  |                  |  |         |              |              |        |              |              |              |  |
|  | Rumania          | 25               |         |          |                  |                  |  |         |              |              |        | Francia      | 63           |              |  |
|  |                  |                  |         |          |                  |                  |  |         |              |              |        | Francia      | 63           |              |  |
|  |                  |                  | Hungría | 55       |                  |                  |  |         |              |              |        |              |              |              |  |
|  | Rusia            | 76               | Hungría | 55       |                  |                  |  |         |              |              |        |              |              |              |  |
|  | Rusia            | 76               |         |          |                  |                  |  |         |              |              |        |              |              |              |  |
|  | Croacia          | 66               |         |          |                  |                  |  |         |              |              |        |              |              |              |  |
|  | Croacia          | 66               |         | Rusia    | 56               |                  |  |         |              |              |        |              |              |              |  |
|  |                  |                  |         | Rusia    | 56               |                  |  |         |              |              |        |              |              |              |  |
|  |                  |                  | Hungría | 62       |                  |                  |  |         |              |              |        |              |              |              |  |
|  | Hungría          | 64               | Hungría | 62       |                  |                  |  |         |              |              |        |              |              |              |  |
|  | Hungría          | 64               |         |          |                  |                  |  |         |              |              |        |              |              |              |  |
|  | Bielorrusia      | 41               |         |          |                  |                  |  |         |              |              |        |              |              |              |  |
|  | Bielorrusia      | 41               |         |          |                  |                  |  | Hungría | 63           |              |        |              |              |              |  |
|  |                  |                  |         |          |                  |                  |  | Hungría | 63           |              |        |              |              |              |  |
|  |                  |                  | Letonia | 45       |                  |                  |  |         |              |              |        |              |              |              |  |
|  | Alemania         | 73               | Letonia | 45       |                  |                  |  |         |              |              |        |              |              |              |  |
|  | Alemania         | 73               |         |          |                  |                  |  |         |              |              |        |              |              |              |  |
|  | Lituania         | 47               |         |          |                  |                  |  |         |              |              |        |              |              |              |  |
|  | Lituania         | 47               |         | Alemania | 58               |                  |  |         |              |              |        | Tercer lugar | Tercer lugar |              |  |
|  |                  |                  |         | Alemania | 58               |                  |  |         |              |              |        | Tercer lugar | Tercer lugar |              |  |
|  |                  |                  | Letonia | 62       |                  |                  |  |         |              |              |        |              |              |              |  |
|  | Letonia          | 61               | Letonia | 62       |                  |                  |  |         |              |              | Italia | 48           |              |              |  |
|  | Letonia          | 61               |         |          |                  |                  |  |         |              |              | Italia | 48           |              |              |  |
|  | Serbia           | 47               |         |          |                  |                  |  |         |              |              |        |              | Letonia      | 42           |  |
|  | Serbia           | 47               |         |          |                  |                  |  |         |              |              |        |              | Letonia      | 42           |  |
|  |                  |                  |         |          |                  |                  |  |         |              |              |        |              |              |              |  |

#### Octavos de final
| 8 de agosto de 2017, 14:00 | España                                             | 68–30                | Países Bajos                                            |                                                                                    |  |
|                            | Parciales: 17–8, 11–7, 26–6, 14–9                  |                      |                                                         |                                                                                    |  |
|                            | Estadísticas R. Carrera 19 R. Carrera 8 J. Soler 6 | Reporte Pts Reb Asts | Estadísticas 8 M. van Zeijl 5 M. van Zeijl 4 E. Hayford | Pabellón: Creps, Bourges Árbitros: Jelena Smiljanić David Berekashvili Sarah Carey |  |

| 8 de agosto de 2017, 14:00 | Rusia                                               | 76–66                | Croacia                                        | |  |
|                            | Parciales: 23–22, 15–11, 18–16, 20–17               |                      |                                                | |  |
|                            | Estadísticas A. Bobrik 17 E. Andreeva 9 A. Bobrik 5 | Reporte Pts Reb Asts | Estadísticas 15 N. Muhl 8 A. Mandic 10 N. Muhl | Pabellón: Palais des Sports du Prado, Bourges Árbitros: Michał Proc Antonis Demetriou Bert van Slooten |  |

| 8 de agosto de 2017, 16:15 | Hungría                                          | 64–41                | Bielorrusia                                                 |                                                                                             |  |
|                            | Parciales: 15–6, 22–8, 14–17, 13–10              |                      |                                                             |                                                                                             |  |
|                            | Estadísticas E. Madar 11 E. Madar 11 N. Vincze 6 | Reporte Pts Reb Asts | Estadísticas 11 Y. Vasilevich 9 I. Krauchanka 2 A. Isayenka | Pabellón: Palais des Sports du Prado, Bourges Árbitros: Özlem Yalman Jonas Billie Alin Faur |  |

| 8 de agosto de 2017, 16:15 | Italia                                            | 70–66                | Turquía                                         |                                                                               |  |
|                            | Parciales: 20–14, 19–17, 13–6, 18–29              |                      |                                                 |                                                                               |  |
|                            | Estadísticas A. Orsili 17 A. Orsili 9 A. Orsili 5 | Reporte Pts Reb Asts | Estadísticas 23 G. Fitik 14 E. Bayram 7 D. Ozen | Pabellón: Creps, Bourges Árbitros: Yohan Rosso Yury Ihnatsyeu Alexandru Olaru |  |

| 8 de agosto de 2017, 18:30 | Alemania                                                  | 73–47                | Lituania                                                      |                                                                               |  |
|                            | Parciales: 19–10, 15–9, 23–16, 16–12                      |                      |                                                               |                                                                               |  |
|                            | Estadísticas E. Bessoir 23 E. Bessoir 15 M. Kleine-Beek 5 | Reporte Pts Reb Asts | Estadísticas 14 B. Sinickaite 4 S. Visockaite 2 B. Sinickaite | Pabellón: Creps, Bourges Árbitros: Ivan Miličević Samira Barrima Jelena Tomić |  |

| 8 de agosto de 2017, 18:30 | Francia                                            | 68–25                | Rumania                                            | |  |
|                            | Parciales: 12–9, 14–4, 17–4, 25–8                  |                      |                                                    | |  |
|                            | Estadísticas I. Rupert 12 I. Rupert 10 I. Rupert 3 | Reporte Pts Reb Asts | Estadísticas 10 A. Glisici 5 L. Vaida 2 S. Ionescu | Pabellón: Palais des Sports du Prado, Bourges Árbitros: Juris Kokainis Csaba Cziffra Sonia Teixeira |  |

| 8 de agosto de 2017, 20:45 | República Checa                                         | 50–57                | Polonia                                                   | |  |
|                            | Parciales: 11–17, 8–17, 21–16, 10–7                     |                      |                                                           | |  |
|                            | Estadísticas A. Burtova 12 C. Semgady 12 T. Halatkova 4 | Reporte Pts Reb Asts | Estadísticas 16 W. Kuczynska 13 M. Kowalska 7 Z. Kulinska | Pabellón: Palais des Sports du Prado, Bourges Árbitros: Elena Chernova Mindaugas Vecerskis Kate Webb |  |

| 8 de agosto de 2017, 20:45 | Letonia                                             | 61–47                | Serbia                                                       |                                                                               |  |
|                            | Parciales: 19–12, 13–11, 16–14, 13–10               |                      |                                                              |                                                                               |  |
|                            | Estadísticas L. Meldere 27 L. Meldere 17 J. Nulle 7 | Reporte Pts Reb Asts | Estadísticas 11 N. Nedeljkov 12 V. Stefanovic 5 N. Nedeljkov | Pabellón: Creps, Bourges Árbitros: Milosav Kaluđerović Anna Cardús Aytuğ Ekti |  |

#### Cuartos de final
| 9 de agosto de 2017, 14:00 | España                                             | 49–50                | Italia                                              | |  |
|                            | Parciales: 13–12, 14–13, 7–10, 15–15               |                      |                                                     | |  |
|                            | Estadísticas H. Pueyo 22 R. Carrera 12 L. Méndez 6 | Reporte Pts Reb Asts | Estadísticas 19 I. Panzera 23 C. Gilli 3 I. Panzera | Pabellón: Palais des Sports du Prado, Bourges Árbitros: Ivan Miličević Antonis Demetriou Jelena Tomić |  |

| 9 de agosto de 2017, 16:15 | Rusia                                                                | 56–62                | Hungría                                             | |  |
|                            | Parciales: 19–20, 12–10, 11–11, 14–21                                |                      |                                                     | |  |
|                            | Estadísticas V. Pavliuchenko 17 V. Pavliuchenko 12 V. Pavliuchenko 4 | Reporte Pts Reb Asts | Estadísticas 19 N. Wentzel 10 R. Dombai 3 B. Angyal | Pabellón: Palais des Sports du Prado, Bourges Árbitros: Jelena Smiljanić Aytuğ Ekti Sonia Teixeira |  |

| 9 de agosto de 2017, 18:30 | Polonia                                               | 42–76                | Francia                                           |                                                                                                   |  |
|                            | Parciales: 15–19, 11–28, 9–10, 7–19                   |                      |                                                   |                                                                                                   |  |
|                            | Estadísticas W. Hipp 11 Z. Kulinska 5 A. Rogozinska 4 | Reporte Pts Reb Asts | Estadísticas 19 Z. Wadoux 9 I. Rupert 4 M. Pardon | Pabellón: Palais des Sports du Prado, Bourges Árbitros: Özlem Yalman David Berekashvili Alin Faur |  |

| 9 de agosto de 2017, 20:45 | Alemania                                          | 58–62                | Letonia                                            | |  |
|                            | Parciales: 25–18, 15–11, 9–15, 9–18               |                      |                                                    | |  |
|                            | Estadísticas E. Gaba 19 E. Bessoir 18 J. Forner 6 | Reporte Pts Reb Asts | Estadísticas 20 L. Meldere 9 L. Meldere 5 J. Nulle | Pabellón: Palais des Sports du Prado, Bourges Árbitros: Mindaugas Vecerskis Yury Ihnatsyeu Bert van Slooten |  |

#### Semifinales
| 11 de agosto de 2017, 18:30 | Italia                                                  | 57–74                | Francia                                              |                                                                                              |  |
|                             | Parciales: 17–20, 14–12, 16–21, 10–21                   |                      |                                                      |                                                                                              |  |
|                             | Estadísticas I. Panzera 19 I. Panzera 10 S. Pastrello 3 | Reporte Pts Reb Asts | Estadísticas 17 M. Fauthoux 14 I. Rupert 5 M. Pardon | Pabellón: Palais des Sports du Prado, Bourges Árbitros: Jelena Tomić Anna Cardús Michał Proc |  |

| 11 de agosto de 2017, 20:45 | Hungría                                            | 63–45                | Letonia                                             |                                                                                                   |  |
|                             | Parciales: 16–6, 17–15, 17–16, 13–8                |                      |                                                     |                                                                                                   |  |
|                             | Estadísticas R. Manyoky 14 R. Dombai 7 B. Angyal 5 | Reporte Pts Reb Asts | Estadísticas 12 K. Vihmane 10 L. Meldere 4 J. Nulle | Pabellón: Palais des Sports du Prado, Bourges Árbitros: Ivan Miličević Jelena Smiljanić Kate Webb |  |

#### Partido por la medalla de bronce
| 12 de agosto de 2017, 18:30 | Italia                                           | 48–42                | Letonia                                              | |  |
|                             | Parciales: 11–6, 10–14, 13–9, 14–13              |                      |                                                      | |  |
|                             | Estadísticas A. Orsili 14 A. Orsili 9 C. Gilli 2 | Reporte Pts Reb Asts | Estadísticas 13 J. Nulle 16 L. Meldere 3 P. Klescova | Pabellón: Palais des Sports du Prado, Bourges Árbitros: Yohan Rosso Sonia Teixeira Mindaugas Vecerskis |  |

#### Final
| 12 de agosto de 2017, 20:45 | Francia                                            | 63–55                | Hungría                                             | |  |
|                             | Parciales: 8–13, 18–11, 23–13, 14–18               |                      |                                                     | |  |
|                             | Estadísticas Z. Wadoux 22 I. Rupert 10 M. Pardon 5 | Reporte Pts Reb Asts | Estadísticas 16 R. Dombai 7 R. Manyoky 8 R. Manyoky | Pabellón: Palais des Sports du Prado, Bourges Árbitros: Elena Chernova Antonis Demetriou Özlem Yalman |  |

### Cuadro por el 5º-8º lugar
|  | Semifinales 5º-8º | Semifinales 5º-8º |          |        | Partido 5º lugar | Partido 5º lugar |  |
|  | 11 de agosto      | 11 de agosto      |          |        | 12 de agosto     | 12 de agosto     |  |
|  |                   |                   |          |        |                  |                  |  |
|  |                   |                   |          |        |                  |                  |  |
|  | España            | 79                |          |        |                  |                  |  |
|  | España            | 79                |          |        |                  |                  |  |
|  | Polonia           | 61                |          |        |                  |                  |  |
|  | Polonia           | 61                |          | España | 54               |                  |  |
|  |                   |                   |          | España | 54               |                  |  |
|  |                   |                   | Alemania | 49     |                  |                  |  |
|  | Rusia             | 52                | Alemania | 49     |                  |                  |  |
|  | Rusia             | 52                |          |        |                  |                  |  |
|  | Alemania          | 53                |          |        | Partido 7º lugar | Partido 7º lugar |  |
|  | Alemania          | 53                |          |        | Partido 7º lugar | Partido 7º lugar |  |
|  |                   |                   |          |        |                  |                  |  |
|  |                   |                   |          |        | Polonia          | 70               |  |
|  |                   |                   |          |        | Polonia          | 70               |  |
|  |                   |                   |          |        | Rusia            | 85               |  |
|  |                   |                   |          |        | Rusia            | 85               |  |
|  |                   |                   |          |        |                  |                  |  |

#### Semifinales del 5º–8º lugar
| 11 de agosto de 2017, 14:00 | España                                                  | 79–61                | Polonia                                              | |  |
|                             | Parciales: 31–13, 23–11, 12–22, 13–15                   |                      |                                                      | |  |
|                             | Estadísticas A. Gamarra 17 R. Carrera 12 Z. Hernández 6 | Reporte Pts Reb Asts | Estadísticas 12 M. Szulc 13 M. Szulc 4 A. Rogozinska | Pabellón: Palais des Sports du Prado, Bourges Árbitros: Mindaugas Vecerskis Sarah Carey Juris Kokainis |  |

| 11 de agosto de 2017, 16:15 | Rusia                                                         | 52–53                | Alemania                                              |                                                                                               |  |
|                             | Parciales: 7–15, 13–18, 9–12, 23–8                            |                      |                                                       |                                                                                               |  |
|                             | Estadísticas V. Pavliuchenko 14 K. Kozlova 10 A. Kuznetsova 3 | Reporte Pts Reb Asts | Estadísticas 18 P. Mayer 14 E. Bessoir 4 N. Rosemeyer | Pabellón: Palais des Sports du Prado, Bourges Árbitros: Yohan Rosso Aytuğ Ekti Sonia Teixeira |  |

#### Partido por el 7º lugar
| 12 de agosto de 2017, 14:00 | Polonia                                           | 70–85                | Rusia                                                                |                                                                                                  |  |
|                             | Parciales: 16–26, 16–11, 7–22, 31–26              |                      |                                                                      |                                                                                                  |  |
|                             | Estadísticas W. Hipp 31 N. Kurach 6 Z. Kulinska 7 | Reporte Pts Reb Asts | Estadísticas 20 V. Pavliuchenko 12 V. Pavliuchenko 5 V. Pavliuchenko | Pabellón: Palais des Sports du Prado, Bourges Árbitros: Anna Cardús Sarah Carey Bert van Slooten |  |

#### Partido por el 5º lugar
| 12 de agosto de 2017, 16:15 | España                                            | 54–49                | Alemania                                                |                                                                                               |  |
|                             | Parciales: 11–13, 12–17, 19–9, 12–10              |                      |                                                         |                                                                                               |  |
|                             | Estadísticas H. Pueyo 17 R. Carrera 11 H. Pueyo 5 | Reporte Pts Reb Asts | Estadísticas 13 E. Bessoir 13 E. Bessoir 6 N. Rosemeyer | Pabellón: Palais des Sports du Prado, Bourges Árbitros: Ivan Miličević Alin Faur Jelena Tomić |  |

### Cuadro por el 9.º-16.º lugar
|  | Partido 13.eɽ lugar | Partido 13.eɽ lugar |                 |              | Semifinales 13.º-16.º | Semifinales 13.º-16.º |                 |              | Cuartos de final 9.º-16.º | Cuartos de final 9.º-16.º |         |         | Semifinales 9.º-12.º | Semifinales 9.º-12.º |  |  | Partido 9.º lugar | Partido 9.º lugar |
|  |                     |                     |                 |              |                       |                       |                 |              |                           |                           |         |         |                      |                      |  |  |                   |                   |
|  |                     |                     |                 |              |                       |                       |                 |              | 9 de agosto               |                           |         |         |                      |                      |  |  |                   |                   |
|  |                     |                     |                 |              |                       |                       |                 |              |                           |                           |         |         |                      |                      |  |  |                   |                   |
|  | 12 de agosto        | 12 de agosto        |                 |              | 11 de agosto          | 11 de agosto          |                 |              | Países Bajos              | 66                        |         |         | 11 de agosto         | 11 de agosto         |  |  | 12 de agosto      | 12 de agosto      |
|  | 12 de agosto        | 12 de agosto        |                 |              | 11 de agosto          | 11 de agosto          |                 |              | Países Bajos              | 66                        |         |         | 11 de agosto         | 11 de agosto         |  |  | 12 de agosto      | 12 de agosto      |
|  | 12 de agosto        | 12 de agosto        |                 |              | 11 de agosto          | 11 de agosto          | Turquía         | 74           |                           |                           |         |         | 11 de agosto         | 11 de agosto         |  |  | 12 de agosto      | 12 de agosto      |
|  | 12 de agosto        | 12 de agosto        |                 | Países Bajos | 69                    |                       | Turquía         | 74           |                           |                           |         | Turquía | 61                   |                      |  |  | 12 de agosto      | 12 de agosto      |
|  | 12 de agosto        | 12 de agosto        | 9 de agosto     | Países Bajos | 69                    |                       |                 |              |                           |                           |         | Turquía | 61                   |                      |  |  | 12 de agosto      | 12 de agosto      |
|  | 12 de agosto        | 12 de agosto        |                 |              | Rumania               | 57                    |                 |              | República Checa           | 66                        |         |         |                      |                      |  |  | 12 de agosto      | 12 de agosto      |
|  | 12 de agosto        | 12 de agosto        | República Checa | 70           | Rumania               | 57                    |                 |              | República Checa           | 66                        |         |         |                      |                      |  |  | 12 de agosto      | 12 de agosto      |
|  | 12 de agosto        | 12 de agosto        | República Checa | 70           |                       |                       |                 |              |                           |                           |         |         |                      |                      |  |  | 12 de agosto      | 12 de agosto      |
|  | 12 de agosto        | 12 de agosto        |                 |              | Rumania               | 28                    |                 |              |                           |                           |         |         |                      |                      |  |  | 12 de agosto      | 12 de agosto      |
|  | Países Bajos        | 67                  |                 |              | Rumania               | 28                    | República Checa | 65           |                           |                           |         |         |                      |                      |  |  |                   |                   |
|  | Países Bajos        | 67                  | 9 de agosto     |              |                       |                       | República Checa | 65           |                           |                           |         |         |                      |                      |  |  |                   |                   |
|  | Lituania            | 59                  |                 |              | Croacia               | 49                    |                 |              |                           |                           |         |         |                      |                      |  |  |                   |                   |
|  | Lituania            | 59                  | Croacia         | 61           | Croacia               | 49                    |                 |              |                           |                           |         |         |                      |                      |  |  |                   |                   |
|  |                     |                     | Croacia         | 61           | 11 de agosto          | 11 de agosto          | 11 de agosto    | 11 de agosto |                           |                           |         |         |                      |                      |  |  |                   |                   |
|  |                     |                     | Bielorrusia     | 43           | 11 de agosto          | 11 de agosto          | 11 de agosto    | 11 de agosto |                           |                           |         |         |                      |                      |  |  |                   |                   |
|  | Partido 15.º lugar  | Partido 15.º lugar  | Bielorrusia     | 43           | Bielorrusia           | 62                    |                 |              |                           |                           | Croacia | 59      | Partido 11.º lugar   | Partido 11.º lugar   |  |  |                   |                   |
|  | Partido 15.º lugar  | Partido 15.º lugar  | 9 de agosto     |              | Bielorrusia           | 62                    |                 |              |                           |                           | Croacia | 59      | Partido 11.º lugar   | Partido 11.º lugar   |  |  |                   |                   |
|  | 12 de agosto        | 12 de agosto        |                 |              | Lituania              | 66                    |                 |              | Serbia                    | 57                        |         |         | 12 de agosto         | 12 de agosto         |  |  |                   |                   |
|  | Rumania             | 33                  | Lituania        | 42           | Lituania              | 66                    | Turquía         | 74           | Serbia                    | 57                        |         |         |                      |                      |  |  |                   |                   |
|  | Rumania             | 33                  | Lituania        | 42           |                       |                       | Turquía         | 74           |                           |                           |         |         |                      |                      |  |  |                   |                   |
|  | Bielorrusia         | 57                  |                 |              | Serbia                | 71                    |                 |              | Serbia                    | 57                        |         |         |                      |                      |  |  |                   |                   |

#### Cuartos de final del 9º–16º lugar
| 9 de agosto de 2017, 14:00 | Países Bajos                                            | 66–74                | Turquía                                        |                                                                           |  |
|                            | Parciales: 8–22, 16–14, 14–18, 24–8                     |                      |                                                |                                                                           |  |
|                            | Estadísticas E. Hayford 20 V. Stam 11 C. Van La Parra 5 | Reporte Pts Reb Asts | Estadísticas 15 G. Fitik 11 E. Bayram 4 Z. Gul | Pabellón: Creps, Bourges Árbitros: Michał Proc Samira Barrima Anna Cardús |  |

| 9 de agosto de 2017, 16:15 | Croacia                                          | 61–43                | Bielorrusia                                                      |                                                                                 |  |
|                            | Parciales: 6–7, 16–13, 23–7, 16–16               |                      |                                                                  |                                                                                 |  |
|                            | Estadísticas M. Vuksic 14 M. Ostojic 9 N. Muhl 7 | Reporte Pts Reb Asts | Estadísticas 13 I. Venskaya 11 D. Siamiletnikava 4 Y. Vasilevich | Pabellón: Creps, Bourges Árbitros: Elena Chernova Csaba Cziffra Alexandru Olaru |  |

| 9 de agosto de 2017, 18:30 | República Checa                                       | 70–28                | Rumania                                          |                                                                         |  |
|                            | Parciales: 15–7, 18–6, 15–6, 22–9                     |                      |                                                  |                                                                         |  |
|                            | Estadísticas S. Fiserova 13 C. Semgady 7 A. Burtova 4 | Reporte Pts Reb Asts | Estadísticas 8 L. Vaida 8 L. Vaida 3 S. Catinean | Pabellón: Creps, Bourges Árbitros: Yohan Rosso Jonas Billie Sarah Carey |  |

| 9 de agosto de 2017, 20:45 | Lituania                                                       | 42–71                | Serbia                                                |                                                                                 |  |
|                            | Parciales: 12–18, 13–8, 9–26, 8–19                             |                      |                                                       |                                                                                 |  |
|                            | Estadísticas S. Visockaite 17 S. Visockaite 12 B. Sinickaite 3 | Reporte Pts Reb Asts | Estadísticas 25 N. Nedeljkov 11 N. Deuric 4 N. Deuric | Pabellón: Creps, Bourges Árbitros: Milosav Kaluđerović Juris Kokainis Kate Webb |  |

#### Semifinales del 13º–16º lugar
| 11 de agosto de 2017, 14:00 | Países Bajos                                          | 69–57                | Rumania                                            |                                                                              |  |
|                             | Parciales: 18–11, 20–18, 16–8, 15–20                  |                      |                                                    |                                                                              |  |
|                             | Estadísticas E. Hayford 21 J. Blagrove 8 E. Hayford 4 | Reporte Pts Reb Asts | Estadísticas 21 L. Vaida 18 L. Vaida 4 M. Martonos | Pabellón: Creps, Bourges Árbitros: Özlem Yalman Samira Barrima Csaba Cziffra |  |

| 11 de agosto de 2017, 16:15 | Bielorrusia                                                   | 62–66                | Lituania                                                         |                                                                                      |  |
|                             | Parciales: 13–18, 17–21, 22–15, 10–12                         |                      |                                                                  |                                                                                      |  |
|                             | Estadísticas I. Venskaya 15 D. Siamiletnikava 9 I. Venskaya 5 | Reporte Pts Reb Asts | Estadísticas 14 A. Zdaneviciute 11 S. Visockaite 5 B. Sinickaite | Pabellón: Creps, Bourges Árbitros: Antonis Demetriou David Berekashvili Jonas Billie |  |

#### Semifinales del 9º–12º lugar
| 11 de agosto de 2017, 18:30 | Turquía                                           | 61–66                | República Checa                                          |                                                                                       |  |
|                             | Parciales: 19–22, 15–14, 12–18, 15–12             |                      |                                                          |                                                                                       |  |
|                             | Estadísticas E. Bayram 15 E. Bayram 8 S. Sonmez 4 | Reporte Pts Reb Asts | Estadísticas 16 K. Holubcova 8 C. Semgady 5 T. Halatkova | Pabellón: Creps, Bourges Árbitros: Milosav Kaluđerović Yury Ihnatsyeu Alexandru Olaru |  |

| 11 de agosto de 2017, 20:45 | Croacia                                        | 59–57                | Serbia                                                  |                                                                              |  |
|                             | Parciales: 19–14, 8–27, 13–6, 19–10            |                      |                                                         |                                                                              |  |
|                             | Estadísticas V. Curic 22 V. Curic 10 N. Muhl 6 | Reporte Pts Reb Asts | Estadísticas 22 N. Nedeljkov 9 N. Deuric 5 N. Nedeljkov | Pabellón: Creps, Bourges Árbitros: Elena Chernova Alin Faur Bert van Slooten |  |

#### Partido por el 15º lugar
| 12 de agosto de 2017, 11:45 | Rumania                                            | 33–57                | Bielorrusia                                                |                                                                      |  |
|                             | Parciales: 6–16, 8–16, 11–10, 8–15                 |                      |                                                            |                                                                      |  |
|                             | Estadísticas L. Vaida 11 L. Vaida 11 M. Martonos 3 | Reporte Pts Reb Asts | Estadísticas 17 I. Venskaya 8 Y. Zubarenka 6 Y. Vasilevich | Pabellón: Creps, Bourges Árbitros: Kate Webb Jonas Billie Aytuğ Ekti |  |

#### Partido por el 13º lugar
| 12 de agosto de 2017, 14:00 | Países Bajos                                             | 67–59                | Lituania                                                       |                                                                                |  |
|                             | Parciales: 16–20, 13–11, 15–13, 23–15                    |                      |                                                                |                                                                                |  |
|                             | Estadísticas M. van Zeijl 21 J. Blagrove 17 E. Hayford 6 | Reporte Pts Reb Asts | Estadísticas 19 S. Visockaite 16 S. Visockaite 6 B. Sinickaite | Pabellón: Creps, Bourges Árbitros: Jelena Smiljanić Yury Ihnatsyeu Michał Proc |  |

#### Partido por el 11º lugar
| 12 de agosto de 2017, 16:15 | Turquía                                        | 74–57                | Serbia                                            |                                                                                         |  |
|                             | Parciales: 22–14, 11–13, 20–12, 21–18          |                      |                                                   |                                                                                         |  |
|                             | Estadísticas G. Fitik 20 E. Bayram 8 D. Ozen 3 | Reporte Pts Reb Asts | Estadísticas 12 N. Deuric 12 N. Deuric 4 K. Desic | Pabellón: Creps, Bourges Árbitros: Milosav Kaluđerović David Berekashvili Csaba Cziffra |  |

#### Partido por el 9º lugar
| 12 de agosto de 2017, 18:30 | República Checa                                          | 65–49                | Croacia                                         |                                                                                  |  |
|                             | Parciales: 22–15, 14–15, 17–11, 12–8                     |                      |                                                 |                                                                                  |  |
|                             | Estadísticas K. Holubcova 18 T. Halatkova 7 C. Semgady 4 | Reporte Pts Reb Asts | Estadísticas 12 A. Mandic 4 A. Mandic 6 N. Muhl | Pabellón: Creps, Bourges Árbitros: Juris Kokainis Samira Barrima Alexandru Olaru |  |

## Clasificación final
– Clasifican al Mundial 2018.
     – Desciende a la División B.
| Pos.              | Equipo          | Balance |
| ----------------- | --------------- | ------- |
| Medalla de oro    | Francia         | 7–0     |
| Medalla de plata  | Hungría         | 6–1     |
| Medalla de bronce | Italia          | 5–2     |
| 4º                | Letonia         | 4–3     |
| 5º                | España          | 6–1     |
| 6º                | Alemania        | 5–2     |
| 7º                | Rusia           | 4–3     |
| 8º                | Polonia         | 2–5     |
| 9º                | República Checa | 4–3     |
| 10º               | Croacia         | 3–4     |
| 11º               | Turquía         | 4–3     |
| 12º               | Serbia          | 3–4     |
| 13º               | Países Bajos    | 3–4     |
| 14º               | Lituania        | 1–6     |
| 15º               | Bielorrusia     | 1–6     |
| 16º               | Rumania         | 0–7     |